# Антоніо Чізері
Антоніо Чізері (21 жовтня 1821, містечко Аскона поблизу Локарно, Швейцарія — 8 березня 1891, Флоренція, Італія) — італійський художник швейцарського походження. 
У його картинах, написаних в дусі історичного реалізму та романтизму, переважає релігійна (біблійна) тематика.
Його професійне зростання було нерозривно пов’язане з Флорентійською академію мистецтв, навчання у якій він розпочав 1834. 1852 року його було призначено професором цієї Академії. Серед його учнів було чимало талановитих художників.
Найвідоміші картини Чізері  — "Сім мучеників Макавеїв та мати їх, Свята Соломія" (1863), "Ecce Homo" (1871), "Перенесення тіла Христа до гробниці" (1883) та ін.